# Сафониха (Московская область)
Сафониха — деревня сельского поселения Волковское Рузского района Московской области. Численность постоянно проживающего населения — 18 человек на 2006 год, в деревне числятся 3 улицы. До 2006 года Сафониха входила в состав Никольского сельского округа.
Деревня расположена на северо-востоке района, примерно в 20 километрах северо-восточнее Рузы, высота центра над уровнем моря 227 м. Ближайший населённый пункт — деревня Денисиха — менее километра на юг.